# Adolphe Duparc

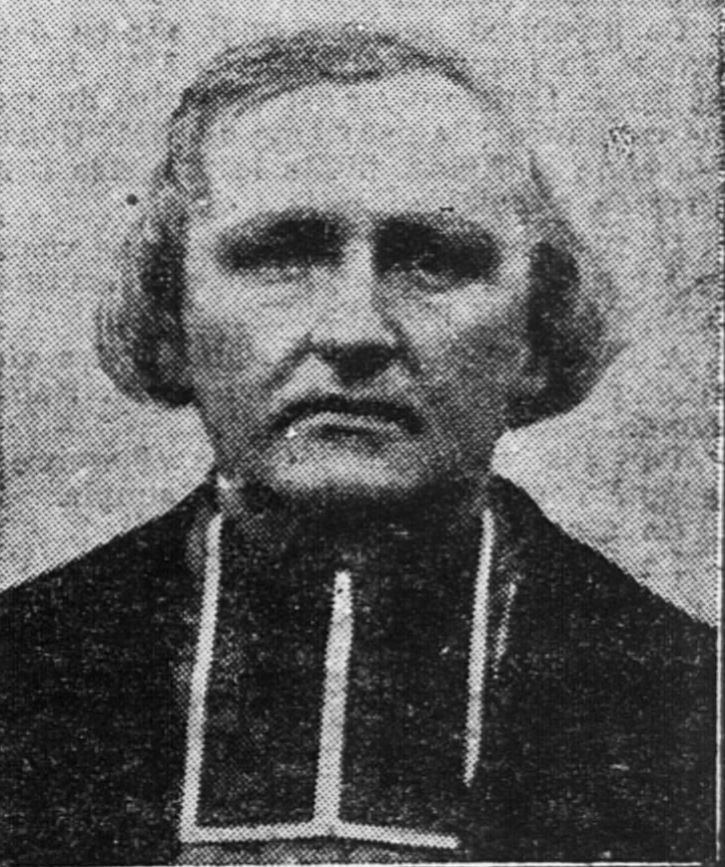
Bischof Duparc (1908)

Adolphe Duparc (* 5. Februar 1857 in Lorient; † 8. Mai 1946 in Quimper) war ein französischer römisch-katholischer Geistlicher und Bischof.

## Leben
Adolphe Yves-Marie Duparc wuchs im Bistum Vannes auf und wurde 1880 zum Priester geweiht. Von 1895 bis 1908 war er Pfarrer in seinem Geburtsort Lorient und von 1908 bis 1946 Bischof von Quimper. Er starb im Alter von 89 Jahren.
In der Zeit des Vichy-Regimes stand er zu Pétain, verurteilte dagegen die Kollaboration der bretonischen Autonomisten mit den Deutschen.
Er war Offizier der Ehrenlegion.